# Maribojoc
Maribojoc ist eine philippinische Stadtgemeinde im Südwesten der Provinz Bohol auf der gleichnamigen Insel. Sie hat 20.688 Einwohner (Zensus 1. August 2015).

## Baranggays
Maribojoc ist politisch in 22 Barangays unterteilt.
- San Roque (Aghao)
- Agahay
- Aliguay
- Anislag
- Bayacabac
- Bood
- Busao
- Cabawan
- Candavid
- Dipatlong
- Guiwanon
- Jandig
- Lagtangon
- Lincod
- Pagnitoan
- Poblacion
- Punsod
- Punta Cruz
- San Isidro
- San Vicente
- Tinibgan
- Toril

## Geschichte und Demografie

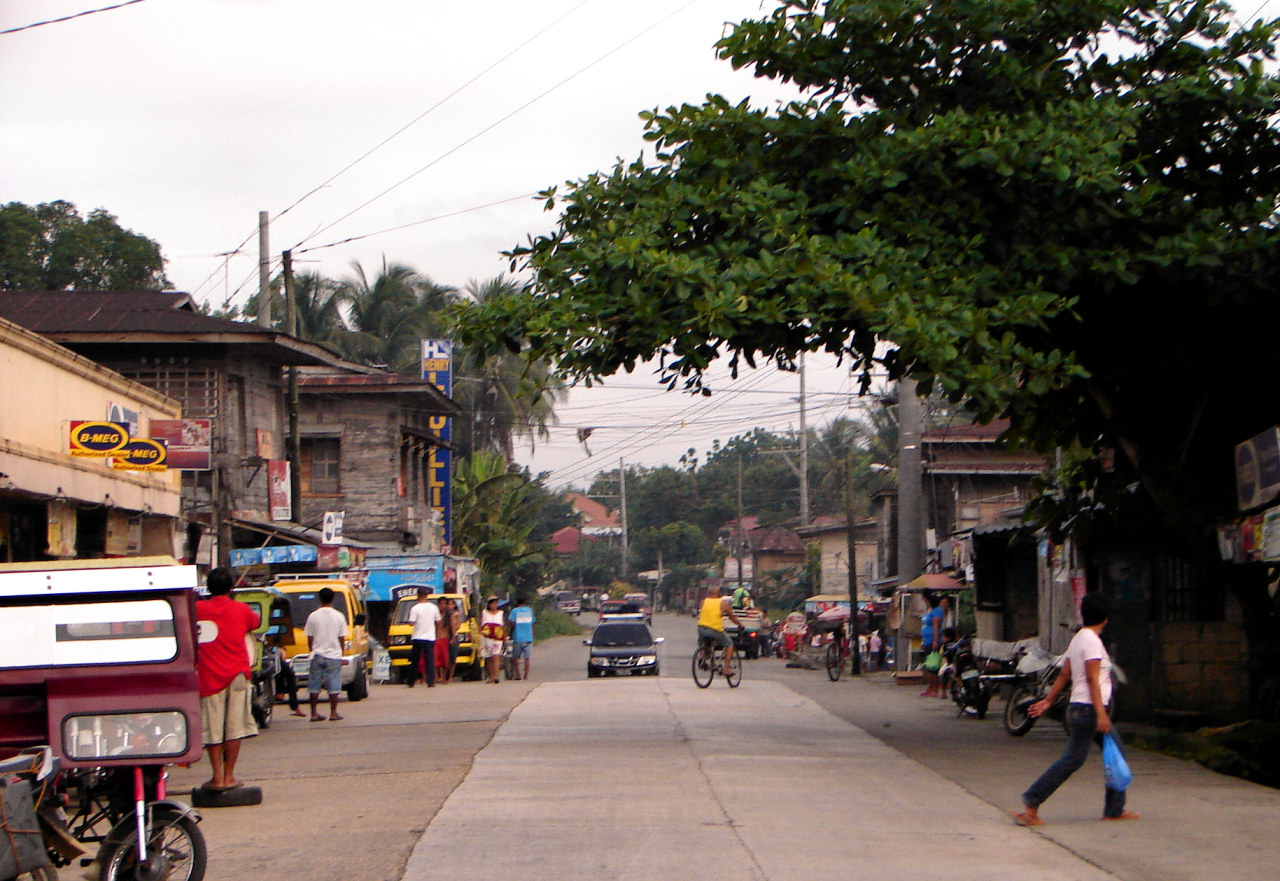
Maribojoc Bohol

Der Name der Gemeinde leitet sich vermutlich von dem auf den Philippinen heimischen kieferartigen Baum Agoho ab. Dieser wird im lokalen Dialekt maribuhok oder malabohok genannt. In ersten Aufzeichnungen des frühen jesuitischen Historikers Fr. Francisco Colin taucht die Stadt zunächst als Malabooch und später dann als Malabohoc auf. Wann letztlich die Änderung in Maribojoc stattfand, ist nicht bekannt. In der Zeit vor der spanischen Kolonisierung wurde der Ort Dungguan genannt, was so viel wie Ankerplatz bedeutet.
Im Jahr 1767 wurde Maribojoc zur Pfarrgemeinde ernannt, und am 15. Oktober 1860 dann zu einer Stadtgemeinde. Bereits 1879 war Maribojoc eine blühende Gemeinde mit 18.200 Einwohnern. Erst in der jüngeren Vergangenheit wurde diese Einwohnerzahl wieder erreicht und mittlerweile überschritten.
| Jahr      | 1879   | 1995   | 2000   | 2007   | 2010   |
| --------- | ------ | ------ | ------ | ------ | ------ |
| Einwohner | 18.200 | 14.664 | 16.786 | 18.113 | 20.491 |

## Sehenswürdigkeiten

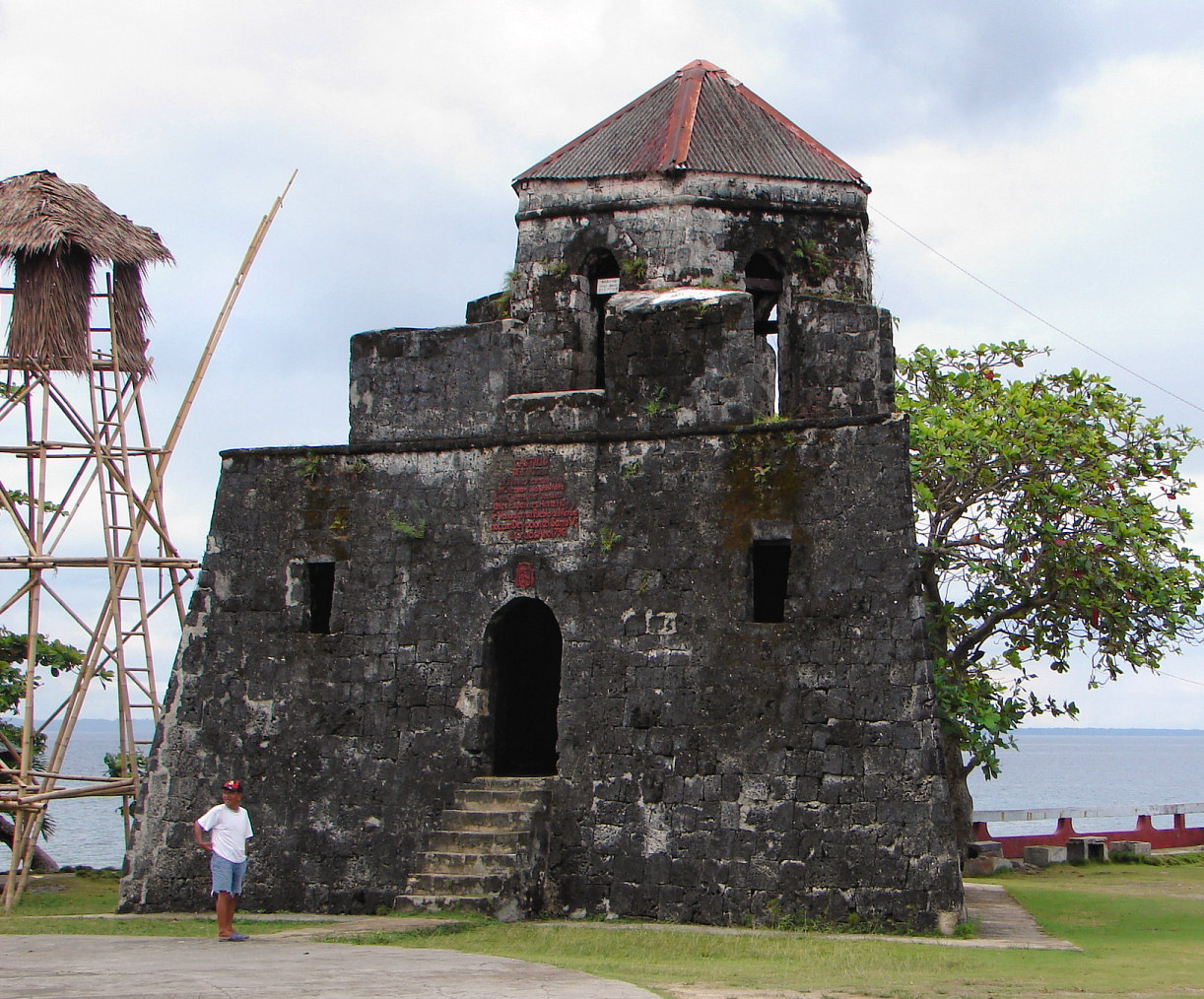
Punta Cruz Watchtower

Im Westen der Gemeinde Maribojoc, im Barangay Punta Cruz, befindet sich der Fuerza Punta Cruz. Diese im Jahr 1796 von den Spaniern errichtete Festung diente als Aussichtspunkt, um herannahende plündernde Piraten früher erspähen und sich entsprechend verteidigen zu können. Heute ist der direkt an der Küstenlinie liegende Aussichtsturm unter Touristen ein beliebtes Ausflugsziel.

## Persönlichkeiten
- Eliseo Napiere (* 1965), römisch-katholischer Ordensgeistlicher, Superior von Funafuti